# Perseus
För andra betydelser, se Perseus (olika betydelser).

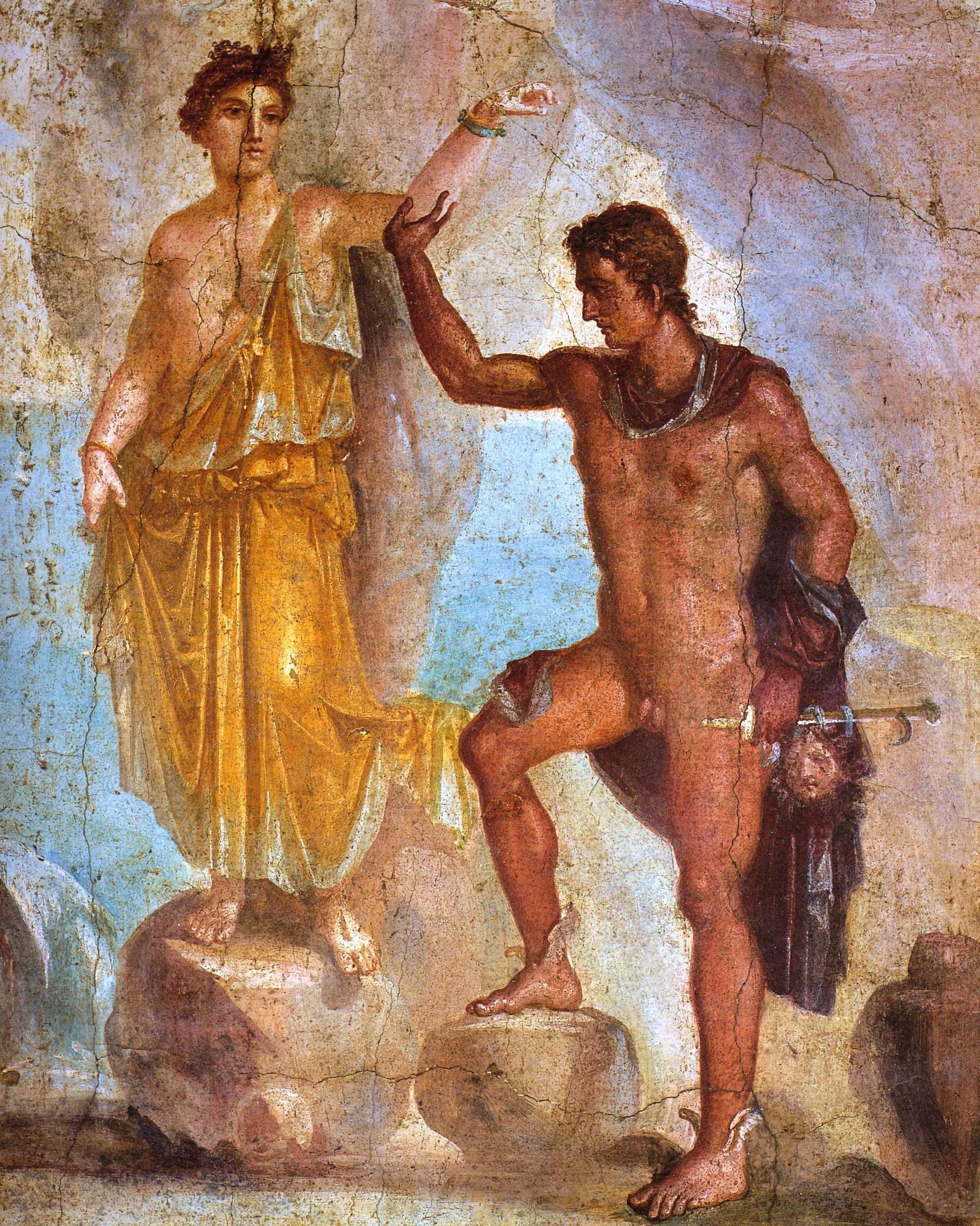
Väggmålning från Pompeji föreställande Perseus som befriar Andromeda

Perseus [pɛrsɛvs] (grekiska: Περσεύς) är en hjälte i grekisk mytologi. Han var son till guden Zeus och prinsessan Danaë. Enligt Herodotos är Perseus det persiska folkets stamfader.
Perseus regerade i staden Tiryns och grundade Mykene. Han var gift med den aethiopiska prinsessan Andromeda. Tillsammans hade de barnen Alkaios, Elektryon, Sthenelos, Heleios, Perses, Mestor och Gorgophone.
Perseus uppfyller alla krav man kan ställa på en klassisk grekisk hjälte: Han räddar kvinnor i nöd, ger sig ut på stora äventyr och dödar monster. Hans stordåd var att döda Medusa och att rädda prinsessan Andromeda undan ett havsmonster.
En av de mest kända avbildningarna av Perseus är Benvenuto Cellinis bronsskulptur, som finns att beskåda i Florens.

## Perseus äventyr

### Perseus födelse
Kung Akrisios av Argos hade uppsökt oraklet i Delfi eftersom han ännu inte hade någon son som kunde efterträda honom. Oraklet förutsåg att han skulle dödas av sin dotterson. Förskräckt över denna spådom skyndade han sig hem och låste in sin enda dotter Danaë i en underjordisk kammare av koppar, så att hon inte skulle kunna träffa någon man. På så vis hoppades han hindra profetian från att gå i uppfyllelse.
Guden Zeus, som förälskat sig i prinsessan, tog form av ett guldregn och besökte henne i hennes fängelse där han förförde henne. Resultatet blev ett gossebarn som modern döpte till Perseus. Danaë hade lyckats dölja sin graviditet för fadern, men så snart sonen var född, fick Akrisios reda på barnets existens. Förfärad över att profetian skulle kunna gå i uppfyllelse bestämde han sig för att göra sig av med både dottern och dottersonen. Han stängde in dem båda i en kista som han sedan kastade i havet.
Danaë och Perseus drunknade emellertid inte. Vågorna förde kistan mot ön Serifos där den fastnade i Diktys fisknät. Diktys bror var Polydektes, öns härskare, som tog emot Danaë och Perseus med stor gästfrihet. De fann en fristad på Seriphos och Perseus fick en trygg plats att växa upp på. Under Perseus uppväxt blev kung Polydektes mer och mer förälskad i hans mor Danaë. Så snart Perseus nått vuxen ålder gjorde Polydektes allt för att bli av med den beskyddande sonen. Han lyckades lura ynglingen att försöka döda monstret Medusa och sedan föra hennes huvud tillbaka till kungen som bevis. Hans förhoppning var att Perseus skulle misslyckas med uppdraget och omkomma. Medusa var ett ökänt monster som förstenade alla som såg på henne.

### Monstret Medusa

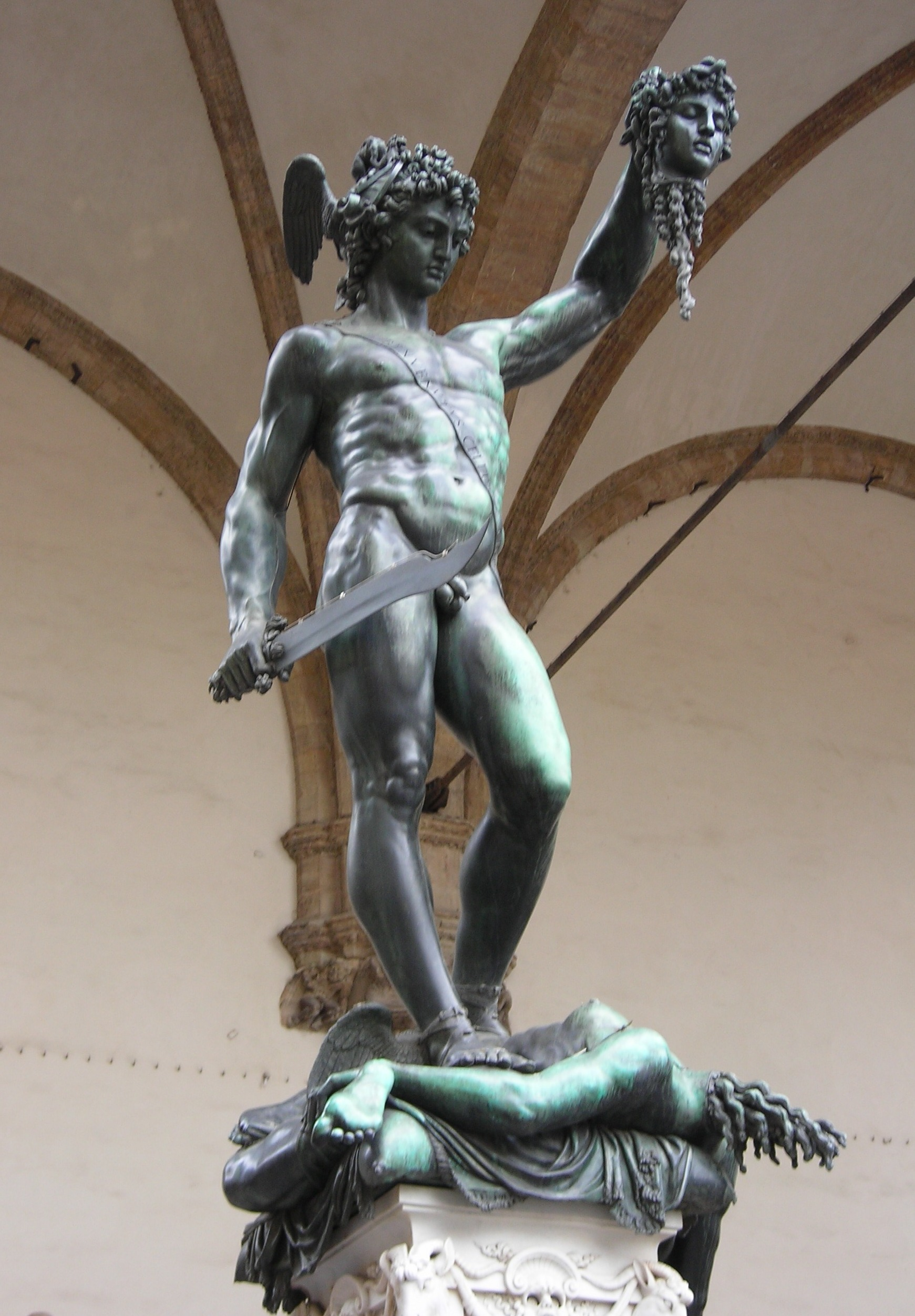
"Perseus med Medusas huvud" av Benvenuto Cellini (1545-1554).

Perseus var rådvill om hur han skulle lyckas med uppdraget utan att förvandlas till sten likt så många andra ynglingar före honom. När han vandrade längs stranden infann sig gudarna Hermes och Athena som båda lovade att ge honom beskydd på den farliga färden. De rådde honom att uppsöka graierna, tre gudomliga kvinnoväsen som förut varit mycket vackra men som blivit allt fulare med åren och som slutligen bara hade ett öga och en tand att dela på. De besatt mycket värdefulla kunskaper och hemligheter och skulle kunna ge honom mer vägvisning. Men graierna var inte villiga att dela med sig av sina kunskaper utan vidare och vägrade att hjälpa Perseus. När ingen övertalning lyckades, tog Perseus tanden och ögat ifrån dem och förklarade att han endast gav tillbaka dem i utbyte mot deras kunskaper. Han fick då veta att han skulle bege sig till nymfernas grotta där han skulle få tre gåvor av dem.
Väl framme vid grottan fick han ett par bevingade skor (talaria),  en ränsel att lägga Medusas avhuggna huvud i och till sist Hades hjälm som gjorde vem som helst som bar den osynlig. Av Hermes fick han dessutom ett kraftfullt svärd att hugga av monstrets huvud med och Athena gav honom en spegelblank sköld som skulle skydda honom från Medusas förstenande blick.
Slutligen begav sig Perseus mot sitt slutgiltiga mål med sin nya rustning. Vid jordens yttersta västra rand fann han de tre gorgonerna; Medusa, Stheno och Euryale. Av de tre vidundren var endast Medusa dödlig. När Perseus kom fram tog han sin spegelsköld och såg i dess spegelbild att de tre gorgonerna låg i djup sömn. Perseus närmade sig försiktigt och undvek noga att titta rakt på Medusa. Sedan lyfte han sitt svärd och högg med ett enda hugg av hennes huvud och ur hennes hals flög den bevingade hästen Pegasos och krigaren Chrysaor. De två varelserna försvann omedelbart bort och Perseus tog med bortvänd blick Medusas huvud och la det i säcken som han snabbt snörade igen. Plötsligt vaknade de två andra gorgonsystrarna och Perseus tog snabbt på sig Hades hjälm så att han blev osynlig och med hjälp av sina bevingade skor kunde han flyga obemärkt därifrån.

### Prinsessan Andromeda
På väg hem från sitt uppdrag flög Perseus över Aethiopien där kung Kefeus och hans hustru Kassiopeia regerade. Drottningen hade begått misstaget att skryta om sin skönhet och hade påstått att hon var vackrare än alla Nereus döttrar. Dessa nymfer sökte upp havsguden Poseidon och bad honom straffa Kassiopeia för hennes fräckhet. Poseidon förde då en våg in över landet och skickade ett havsmonster som härjade i riket. Kefeus som förgäves försökte rädda sitt folk undan vidundret rådfrågade oraklet i Delfi om råd. Oraklet svarade att han var tvungen att offra sin sköna dotter Andromeda. Kefeus vägrade först bestämt, men övertalades till sist av sitt folk. Andromeda bands fast vid en klippa där monstret kunde komma och ta sitt offer och hon lämnades ensam åt sitt öde.
När Perseus kom flygande förbi fick han syn på flickan och blev ögonblickligen förälskad. Han landade på marken i närheten av henne och frågade varför hon var fastbunden. Andromeda förklarade omständigheterna kring sin situation och han förfärades över vad han hörde. Strax därefter hördes ett brusande från havet och upp ur havet steg monstret. Genast vände sig Perseus till kungen och drottningen som hade ställt sig på säkert avstånd. Han erbjöd sig att döda monstret och rädda deras dotter om de lovade att han fick gifta sig med henne. Kefeus blev överlycklig och beviljade omedelbart hans förslag. Efter en långdragen kamp, låg till slut monstret dött utsträckt på stranden och Perseus kunde befria Andromeda från hennes fängsel.

### Ett slutfört uppdrag
Under tiden medan Perseus varit borta hade kung Polydektes tvingat Danaë till äktenskap med våld. Sonen återvände till ön Seriphos och lyckades rädda sin mor genom att visa Medusas huvud för kungen som ögonblickligen förstenades. Perseus gav sedan kungadömet till Polydektes bror Diktys. Efter det återvände Perseus med sin mor och hustru till hans födelsestad Argos. Hans morfar Akrisios hade flytt till Larissa i Thessalien, fortfarande rädd för att oraklets spådom skulle uppfyllas. Perseus sökte emellertid upp honom och övertalade honom att återvända till Argos.

### Oraklets spådom
Innan Perseus och Akrisios begav sig hemåt deltog de i de festspel som pågick i staden. Olyckligt nog hade Perseus oturen att kasta en diskus som träffade hans morfar i huvudet och denne föll genast död ner. Så blev oraklets spådom uppfylld. Perseus sörjde djupt sin morfar och gav honom en mycket högtidlig begravning innan han ensam vände tillbaka hem till Argos.